# 릭 앨런
릭 앨런(Rick Allen, 1963년 11월 1일 ~ )은 잉글랜드의 드러머로, 데프 레퍼드의 일원으로 활동하고 있다. 교통사고로 왼쪽팔을 잃어 한쪽팔로 활동한다.